# Viaduc de Sovet
Le viaduc de Sovet est un viaduc de Belgique assurant le passage de l'E411.